# 伊坎河
伊坎河（西班牙語：Río Icán）是一条位于危地馬拉的河流，地处該國西南部蘇奇特佩克斯省，發源自恰帕斯州馬德雷山脈的聖托馬斯火山，河道全長53公里，流域面積919平方公里，最終注入太平洋。